# Президент Автономного региона Бугенвиль
Президент Автономного района Бугенвиль управляет островом Бугенвиль с прилегающим к нему архипелагом, который является автономным образованием в составе Папуа-Новой Гвинеи.
Первым президентом Бугенвиля был Джозеф Кабуи который был избран в июне 2005 года после мирного соглашения 2000 года, положившего конец Бугенвильской войне. Кабуи умер от сердечного приступа 7 июня 2008 года и вице-президент Джон Табинаман стал исполняющим обязанности президента до проведения новых выборов.
Бугенвильцы избрали следующего президента в декабре 2008 года, выбрав Джеймса Таниса.

## Список президентов Автономного региона Бугенвиль
| № | Имя                    | Начало срока        | Окончание срока     | Партия                             |
| - | ---------------------- | ------------------- | ------------------- | ---------------------------------- |
| 1 | Джозеф Кабуи           | 15 июня 2005 г.     | 7 июня 2008 г.      | Бугенвильский народный конгресс    |
| - | Джон Табинаман (и. о.) | 7 июня 2008 г.      | 6 января 2009 г.    |                                    |
| 2 | Джеймс Танис           | 6 января 2009 г.    | 10 июня 2010 г.     | Бугенвильский народный конгресс    |
| 3 | Джон Момис             | 10 июня 2010 г.     | 10 июня 2015 г.     | Новая бугенвильская партия         |
| 3 | Джон Момис             | 10 июня 2015 г.     | 25 сентября 2020 г. | Новая бугенвильская партия         |
| 4 | Ишмаэль Тороама        | 25 сентября 2020 г. | действующий         | Партия народного альянса Бугенвиля |

## Предыдущие руководители региона
Бугенвиль возглавляли несколько различных типов администрации: децентрализованная администрация во главе с премьер-министром (в качестве Провинции Северных Соломоновых островов с 1975 по 1990 год), назначенный администратор в разгар гражданской войны на Бугенвиле (с 1990 по 1995 год), премьер-министр, возглавляющий переходное правительство Бугенвиля (с 1995 по 1998 год), сопредседатели Учредительного собрания Бугенвиля (1999 год), губернатор, возглавляющий провинциальное правительство, как и в других частях Папуа-Новой Гвинеи (с 2000 по 2005 год), и Автономное правительство Бугенвиля (с 2005).

### Президент сепаратистскойРеспублики Северных Соломоновых островов(1975)
| Глава         | Срок |
| ------------- | ---- |
| Алексис Сареи | 1975 |

### Премьер-министры (1975—1990)
| Глава         | Срок      |
| ------------- | --------- |
| Алексис Сареи | 1975-1980 |
| Лео Ханнетт   | 1980-1984 |
| Алексис Сареи | 1984-1987 |
| Джозеф Кабуи  | 1987-1990 |

### Администраторы (1990—1995)
| Глава    | Срок      |
| -------- | --------- |
| Сэм Туло | 1990-1995 |

### Премьер-министры (1995—1998)
| Глава          | Срок      |
| -------------- | --------- |
| Теодор Мириунг | 1995-1996 |
| Джерард Синато | 1996-1998 |

### Сопредседатели Учредительного собрания Бугенвиля (1999)
| Глава                         | Срок                       |
| ----------------------------- | -------------------------- |
| Джерард Синато и Джозеф Кабуи | Январь 1999 — декабрь 1999 |

### Губернаторы (1999—2005)
| Глава      | Срок      |
| ---------- | --------- |
| Джон Момис | 1999-2005 |